# Eyes of the Navy
Eyes of the Navy ist ein US-amerikanischer Kurzfilm aus dem Jahr 1940.

## Handlung
Der Film versucht, junge Männer dazu zu begeistern, sich als Navy-Piloten einschreiben zu lassen. Es werden junge Männer gezeigt, die die Grundausbildung für Piloten durchlaufen und zum Schluss von Flugzeugträgern aus starten und auf ihnen landen. Um den jungen Männern den Dienst schmackhaft zu machen, wird gezeigt, wie viel Spaß die Rekruten bei ihren Touren rund um die Welt haben können.

## Auszeichnungen
1941 wurde der Film in der Kategorie Bester Kurzfilm (Two-Reel) für den Oscar nominiert.

## Hintergrund
Die Produktion der MGM entstand in enger Zusammenarbeit mit der US Navy. Die Navy erlaubte, auf ihren Stützpunkten Miramar Naval Air Station in San Diego, der Naval Air Station North Island in Coronado (Kalifornien) und der Naval Air Station Pensacola in Florida zu drehen.
Der Film wurde vor dem Eintritt der USA in den Zweiten Weltkrieg (1941) fertiggestellt.
Der Sprecher des Films war der Chef der Publicity-Abteilung von MGM, Frank Whitbeck.